# Ghiacciaio del Grand Croux

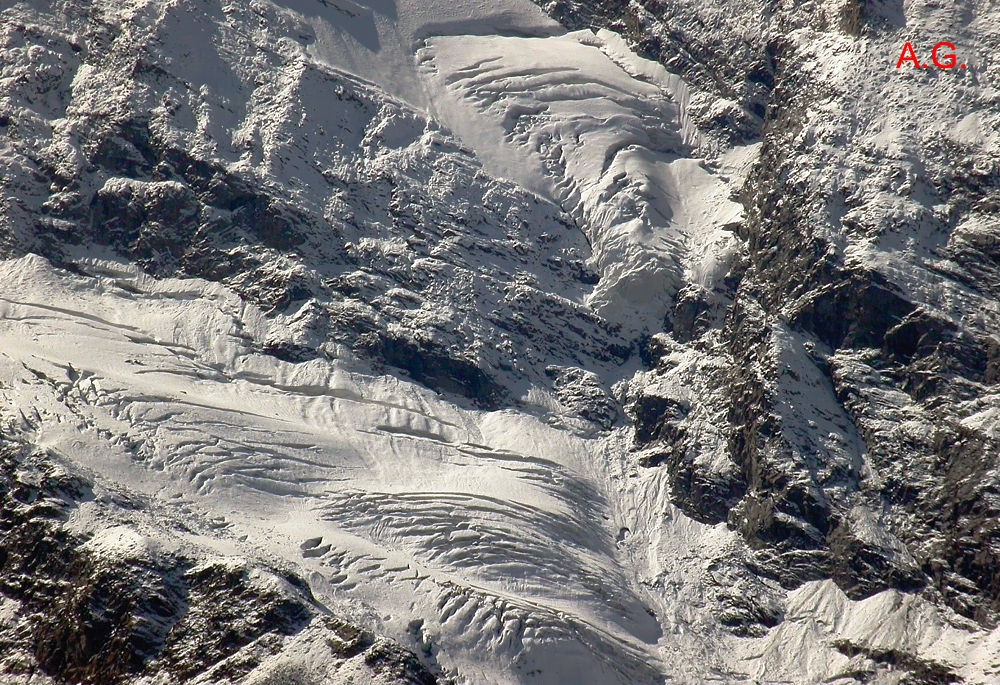
Il ghiacciaio del Gran Crou.

Il ghiacciaio del Grand Croux (pron. fr. AFI: [ɡʁɑ̃ kʁu] - in francese, Glacier du Grand Croux) è un ghiacciaio situato nel massiccio del Gran Paradiso, sul versante valdostano, ai piedi della Roccia Viva (3650 m), della Becca di Gay (3621 m), della Testa del Grand Croux (3437 m) e della Testa di Valnontey (3562 m). 
La sua estensione misura circa 150 ettari. Si trova nell'alta Valnontey, valle laterale della Val di Cogne. Le sue caratteristiche principali sono: larghezza 1,6 km lunghezza 1,8 km esposizione nord, inclinazione media 32°, quota massima 3600 metri circa, quota minima 2550 metri circa.